# Toyota Corolla E80
La Toyota Corolla E80 è la quinta generazione dell'omonima vettura. Fu prodotta dal 1983 al 1987 dal costruttore giapponese Toyota (fino al 1990 in Venezuela).

## Storia e caratteristiche
Si tratta della prima Corolla in assoluto ad aver adottato la trazione anteriore (per alcune versioni, come la coupé, fu invece mantenuta la trazione posteriore, adottata per tutta la gamma fino alla serie precedente), nonché dell'unica Corolla a non aver posseduto nella gamma la versione familiare (che nella precedente Corolla è rimasta in produzione fino al 1987). Inoltre, nella gamma erano presenti le versioni più potenti, chiamate Corolla FX, assemblate per la prima volta anche nello stabilimento di Fremont (California), nel 1985 la vettura subì un restyling. Per di più, sempre nello stesso stabilimento, la Corolla E80 è stata prodotta anche con marchio Chevrolet come Chevrolet Nova, grazie ad una joint-venture stipulata nel novembre 1984 con il gruppo General Motors (di cui faceva parte la stessa Chevrolet), chiamata NUMMI, e durata fino al 2010, grazie alla quale, nello stabilimento saranno assemblate anche le Corolla successive fino alla E140. Infatti, in tale periodo, moltissime case automobilistiche giapponesi stipulavano joint-venture con gruppi stranieri (per esempio Mitsubishi con Hyundai e Chrysler, Mazda con Kia e Ford, Isuzu e Suzuki sempre con General Motors, la cui divisione australiana, la Holden, crea prima una collaborazione con Nissan, poi con la stessa Toyota).